# Juan Lavenás
Juan Lavenás (Juan Alberto Eduardo Lavenás Sullivan; * 5. September 1914 in der Provinz Río Negro; † 19. April 1999 in San Isidro) war ein argentinischer Hürdenläufer und Sprinter.
1933 gewann er bei den Leichtathletik-Südamerikameisterschaften in Montevideo Bronze über 110 m Hürden.
Bei den Olympischen Spielen 1936 wurde er Vierter in der 4-mal-100-Meter-Staffel. Über 110 m Hürden und 400 m Hürden erreichte er das Halbfinale.
1937 siegte er bei den Südamerikameisterschaften in São Paulo über 110 m Hürden.

## Persönliche Bestzeiten
- 110 m Hürden: 14,8 s, 1935
- 400 m Hürden: 54,5 s, 1936